# Доминикско-испанские отношения
Доминикско-испанские отношения — двусторонние и дипломатические отношения между данными странами. У Доминики нет посольства в Испании, поэтому жители страны обращаются в посольство Доминиканской Республики в Великобритании. Испания тоже не имеет постоянного посольства в Доминике, однако посольство Испании в Кингстоне, Ямайка, аккредитовано для этой страны. Кроме того, у Испании есть консульство в Доминике.

## История
Христофор Колумб прибыл на Доминику 3 ноября 1493 года, став первым островом, обнаруженным во время его второго путешествия в Америку. Название, которым Колумб окрестил остров, происходит от названия дня недели, в который они посетил остров, то есть воскресенье. Испанские корабли часто прибывали на остров 16 веке, но ожесточенное сопротивление карибов удерживало Испанию от их попыток поселиться там.

## Дипломатические отношения
Двусторонние отношения сосредоточены в рамках членства Доминики в международных организациях, региональных проектов сотрудничества и обмена поддержкой кандидатов в многосторонние организации. В общих чертах сотрудничество осуществляется через совместный фонд AECID Испания-КАРИКОМ, который реализует проекты регионального масштаба. Хотя на острове не разрабатывается никаких конкретных проектов, Доминика извлекает выгоду из региональных проектов, таких как Центр передового опыта в области передовых технологий в сельском хозяйстве CEATA (Ямайка).

## Экономические отношения
Двусторонней торговли практически нет. Основные продукты, которые Испания экспортирует в Доминику, сильно различаются в зависимости от того, в какие годы не было последовательной экспортной специализации. То же самое происходит с импортом из Доминики. В 2012 и 2013 годах основными экспортными товарами Испании в Доминику были промышленные технологии, текстиль и фармацевтика.

## Сотрудничество
Сотрудничество осуществляется через Фонд испано-карибского сообщества (КАРИКОМ) AECID. Программа сотрудничества с КАРИКОМ направлена в основном на поддержку региональной интеграции и институционального укрепления Карибского сообщества.
Посредником испанского сотрудничества является Секретариат КАРИКОМ, штаб-квартира которого находится в Джорджтауне (Гайана). Доминика извлекает выгоду из проектов регионального масштаба, таких как «Региональный центр передовых технологий для высокопроизводительных культур» (CEATA) для обучения новым сельскохозяйственным технологиям, которые находятся в процессе реализации на Ямайке.
Что касается здоровья, то преимущественное внимание уделяется неинфекционным заболеваниям. «Проект профилактики рака шейки матки и борьбы с ним» (программа неинфекционных заболеваний) выделяется своим сквозным гендерным компонентом, поскольку уже было проведено 2 региональных учебных семинара на Ямайке и Тринидаде и Тобаго в июне и июле 2009 года с предоставлением кольпоскопы для всех стран КАРИКОМ.
В частности, в 2010 году госпиталь принцессы Маргарет де Русо получил в дар кольпоскоп. Посольство Испании в Доминике с резиденцией в Кингстоне проводит работу по поддержке преподавания испанского языка за счет пожертвований стипендий AVE для изучения испанского языка. Поскольку Доминика входит в число стран Карибского бассейна, которые вскоре получат освобождение от шенгенской визы, Испания организовала семинар по этому вопросу в Мадриде в мае 2014 года, на котором присутствовал эксперт из Доминики.
Министр туризма Доминики Ян Дуглас принял участие в семинаре высокого уровня по инновационной практике в туризме для Карибского бассейна, который проходил в Мадриде с 9 по 14 июня 2014 года. Семинар был совместно организован Государственным секретарем международного сотрудничества и от Иберо-Америки и Министерства туризма в сотрудничестве с Turespaña, SEGITTUR и Школой промышленных организаций.

## Список деклараций, договоров и соглашений
В 2008 году Секретариат Организации восточно-карибских государств (OECS) подписал соглашение с Испанской дипломатической школой о консультациях по вопросам формирования дипломатической карьеры и дипломатической службы стран-членов OECS (в частности, два места ежегодно в магистратуре на факультете международных отношений Дипломатической школы для студентов, сотрудников дипломатической службы государств-членов OECS и сотрудников Секретариата OECS).
В декабре 2009 года Совет министров утвердил грант в размере 50 000 евро для поддержки создания будущей дипломатической школы OECS и будущей общей дипломатической службы восточно-карибских стран.